# Mulheres, Mulheres
Mulheres, Mulheres  ou Mulheres, é um filme erótico brasileiro lançado em 1981, escrito, dirigido, produzido e interpretado por Carlos Imperial. De acordo com os letreiros iniciais, foi adaptado do conto premiado Morire D'Amore ("Morrer de Amor") de Pier Paolo Pasolini. As músicas, de composição do diretor, tiveram os arranjos e regências de Zé Rodrix e execução da Orquestra Brasileira de Espetáculos.

## Elenco
- Nome dos atores e personagens, de acordo com os letreiros iniciais do filme:

- - Carlos Imperial...Fausto
  - Elys Cardoso...Gilda
  - Sônia Montenegro...Rita
  - Dalia Drummond...doutora
  - Rosângela Bernardes...a Mulher
  - Marly Mendes...a Imaginação
  - Cláudia Castelli...o anjo
  - Lia Farrel...a governanta (atriz convidada)

- - Dubladoras, de acordo com os letreiros finais: Nair Silva, Beatriz Facker e Siomara Nage

## Sinopse
Fausto fica repentinamente viúvo da jovem Gilda e abalado, recolhe-se a sua casa de campo, apenas com a companhia de uma governanta, da jovem filha dela e de uma menina pequena. Mas ele passa a ser atormentado todas as noites por sonhos, visões e alucinações da ex-mulher, que lhe pede insistentemente que se junte a ele. As pessoas com quem ele conversa sobre isso, tem diferentes teorias as quais ele chama de "três estados humanos": a mulher que "vive nele" e quer sair, a imaginação e o anjo da guarda que lhe abandonou. Após cada uma dessas explicações ele sonha com uma mulher que personifica esse "estado humano" e tem relações sexuais com ela, sem saber que se aproxima da morte a cada vez.